# Sybistroma sciophilus
Sybistroma sciophilus är en tvåvingeart som först beskrevs av Friedrich Hermann Loew 1869.  Sybistroma sciophilus ingår i släktet Sybistroma och familjen styltflugor. Inga underarter finns listade i Catalogue of Life.